# Basilicanova
Basilicanova (Bezganóla in dialetto parmigiano) è una frazione di 3 231 abitanti del comune di Montechiarugolo, in provincia di Parma.
La località è sede di una delle cinque consulte frazionali del comune policentrico di Montechiarugolo, dal cui centro dista 7 km.

## Geografia fisica

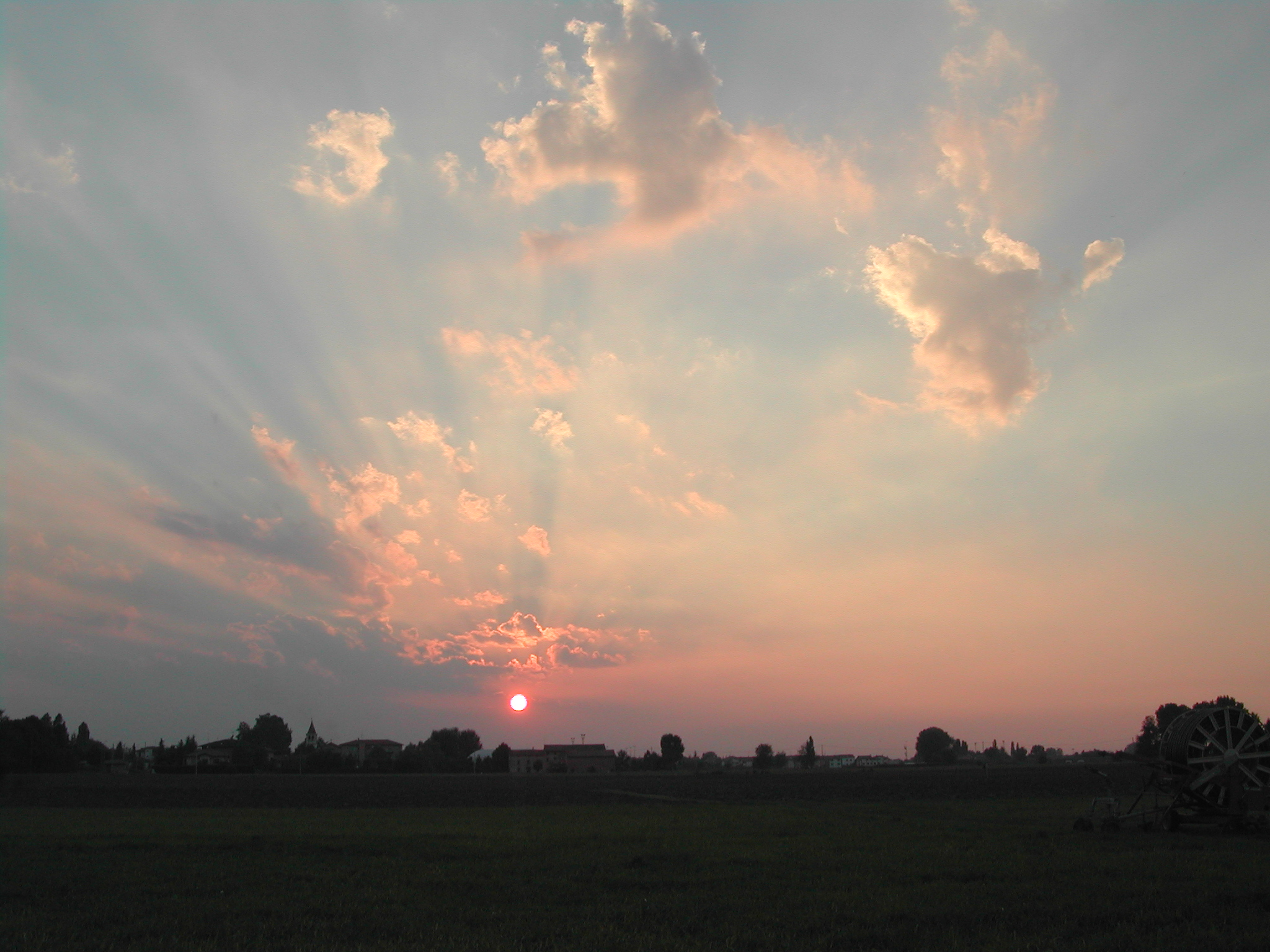
Skyline di Basilicanova al tramonto

### Territorio
Basilicanova è situata in posizione pianeggiante a est del torrente Parma.

### Clima
Il clima di Basilicanova è tipicamente continentale. Per quanto riguarda le temperature, si passa dalle medie massime di 28,6 °C di luglio alle medie minime di -1,5 °C di gennaio. Per quanto riguarda la piovosità, in luglio cadono mediamente 44 mm di pioggia, mentre in novembre ne cadono 101 mm.

## Origini del nome
Il toponimo deriva da una Basilica Nova eretta nel 921; con tale termine si designava in epoca medievale un altare o un oratorio cristiano edificato per volere di un Signore feudale.

## Storia
Il primo insediamento abitato nella zona di Basilicanova sorse già nell'età del bronzo, come testimoniato dal rinvenimento di alcune tracce di un villaggio palafitticolo abitato dai Terramaricoli fino al XII secolo a.C.; non lontano l'antico popolo costruì una piccola fornace a cielo aperto per la cottura di ceramiche, rinvenuta nel 1995 durante gli scavi per la realizzazione di un metanodotto.
A partire dal IX secolo a.C. negli stessi territori si insediarono alcune tribù liguri di cultura villanoviana, alle quali subentrarono nel II secolo a.C. i primi Romani, che lasciarono numerosi reperti in tutta la zona, tra cui alcune medaglie e monete riportate alla luce in località Casale.
L'attuale centro abitato di Basilicanova sorse probabilmente in epoca medievale; risale infatti al 6 maggio 921 la più antica testimonianza dell'esistenza di Basilica Nova, che fu menzionata in un atto giudiziario.
Nei pressi di Mamiano i Bravi, fedeli alleati dei Rossi, eressero il castello di Pariano già prima del 1080, mentre la rocca di Basilicanova sorse forse nel XIII secolo per volere della famiglia Piticheldi, che ne risultava proprietaria nel 1269.
Nel 1334 i Rossi si impossessarono della rocca durante gli scontri con Mastino II della Scala, che attaccò il maniero e lo diede alle fiamme, distruggendo anche la vicina pieve romanica risalente al X secolo; il forte fu ricostruito dai Rossi l'anno seguente, ma già nel 1336 fu nuovamente attaccato e danneggiato dalle truppe scaligere.
Gli scontri sconvolsero la zona soprattutto agli inizi del XV secolo, quando nel 1405 Giacomo e Ottobuono de' Terzi, acerrimi nemici dei Rossi, espugnarono con l'aiuto di Guido Torelli i castelli di Mamiano e di Pariano, annettendone i feudi. Nel 1409, in occasione della ratifica del trattato di pace col marchese di Ferrara Niccolò III d'Este, Ottobuono de' Terzi fu ucciso a Rubiera da Muzio Attendolo Sforza, mentre Guido Torelli fu arrestato e liberato in cambio della promessa dei suoi servigi; il conte mosse quindi contro il castello di Pariano, mentre le truppe del marchese di Ferrara assediarono Montecchio e Cavriago, costringendo i Terzi alla resa; Niccolò divenne quindi il nuovo Signore di Parma e concesse ai Rossi, suoi alleati dal 1408, di ricostruire il castello di Basilicanova, che fu innalzato in forme possenti nel 1411; il marchese nel 1416 incaricò Uguccione dei Contrari di restituire il castello di Pariano ai Bravi.
Nel 1420 Guido Torelli rinsaldò l'alleanza col duca Filippo Maria Visconti e con l'aiuto dei Pallavicino costrinse Niccolò d'Este a restituire Parma al milanese; nel 1424 Pietro de' Rossi ottenne dal duca di Milano la restituzione dei feudi di Carona, di Tiorre, di Castrignano, di Motta di Basilicanova e dell'annessa Mamiano.
Nel 1482, durante la guerra dei Rossi, il condottiero Sforza Secondo Sforza attaccò vittoriosamente la rocca di Basilicanova, grazie al tradimento del castellano Pietro Ugorossi. Nel mese di novembre, in seguito alla morte di Pier Maria II de' Rossi, il figlio Giacomo riconquistò il castello, disattendendo gli accordi con Ludovico il Moro; quest'ultimo contrattaccò nel 1483, espugnando la rocca che assegnò a Gian Giacomo Trivulzio; il duca conquistò anche Pariano, che affidò in un primo tempo al Trivulzio e nel 1495 al condottiero Gaspare Sanseverino. Nel 1500, dopo la presa del potere a Milano da parte del re di Francia Luigi XII, Pietro Bravi rientrò in possesso di Pariano.
Nel 1504 Giangiacomo Trivulzio alienò, col consenso di Luigi XII, il maniero di Basilicanova al marchese di San Secondo Troilo I de' Rossi. Alla morte di quest'ultimo, nel 1521 la rocca passò al figlio Pier Maria III e alla moglie Bianca Riario, sorellastra da parte di madre di Giovanni dalle Bande Nere; il cugino Filippo Maria, conte di Corniglio, nel 1522 assaltò di sorpresa il maniero espugnandolo facilmente; Pier Maria e lo zio Giovanni dopo pochi giorni riconquistarono la rocca e si impadronirono anche del forte di Pariano, il cui feudo fu unito definitivamente a quello di Basilicanova e assegnato a Giulio Cesare de' Rossi.
Nel 1539 Giulio Cesare rapì Maddalena Sanseverino, primogenita del conte Roberto ed ereditiera del feudo di Colorno, e la sposò; il papa Paolo III, nella sua qualità di sovrano di Parma, che dal 1521 dipendeva stabilmente dallo Stato della Chiesa, condannò il Rossi alla confisca delle sue terre parmensi e fece radere al suolo la rocca di Basilicanova, mentre il castello di Pariano fu abbattuto durante gli scontri. Nel 1545 il pontefice insignì dei due feudi annessi il nipote Sforza I Sforza di Santa Fiora.
Nel 1707 le terre furono ereditate con gli altri beni della famiglia Sforza di Santa Fiora dal duca di Onano Federico III Sforza, che dal 1673 aveva aggiunto al proprio il cognome della moglie Livia Cesarini; gli Sforza Cesarini ne mantennero l'investitura fino all'abolizione dei diritti feudali sancita da Napoleone nel ducato di Parma e Piacenza nel 1805; l'anno seguente Basilicanova fu inglobata nel costituendo Comune di Montechiarugolo.

## Monumenti e luoghi d'interesse

### Chiesa di San Giovanni Battista

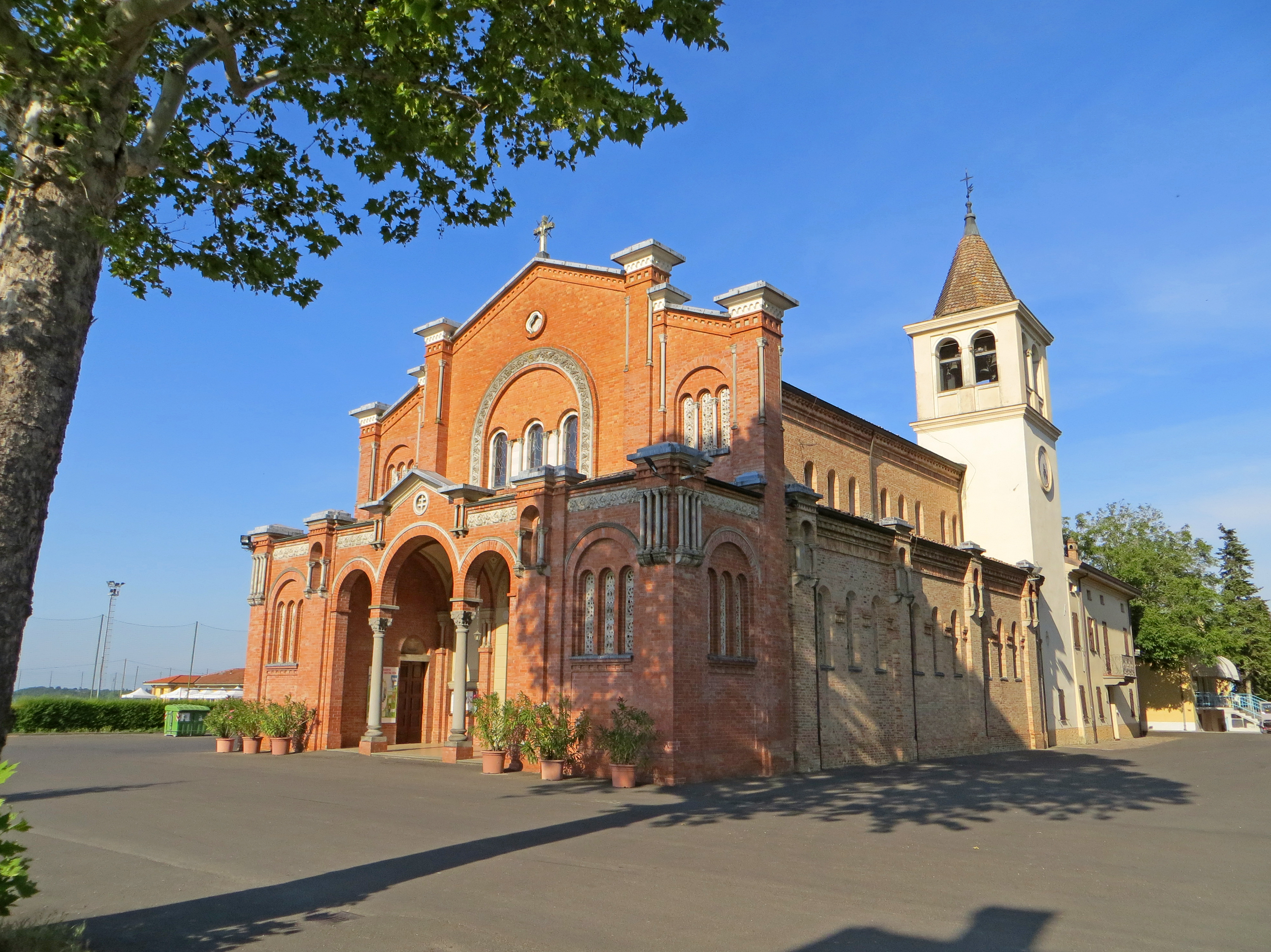
Chiesa di San Giovanni Battista

Costruita originariamente tra il VII e l'VIII secolo, la pieve, menzionata per la prima volta nel 921, fu rasa al suolo nel 1334 in occasione della distruzione del vicino castello di Basilicanova per mano di Mastino II della Scala; riedificata più a ovest forse già pochi anni dopo, fu dotata di campanile alla fine del XVIII secolo; quasi completamente ricostruita in stile neobizantino tra il 1915 e il 1920 su progetto dell'architetto Camillo Uccelli, fu completata con la nuova facciata disegnata dal geometra Luigi Adorni nel 1939 e affrescata internamente dal pittore Emanuele Quintavalla nel 1949; la chiesa, ristrutturata nel 2017, conserva dell'antica struttura soltanto il campanile tardo-settecentesco.

### Oratorio di San Fermo e Natività di Maria Vergine

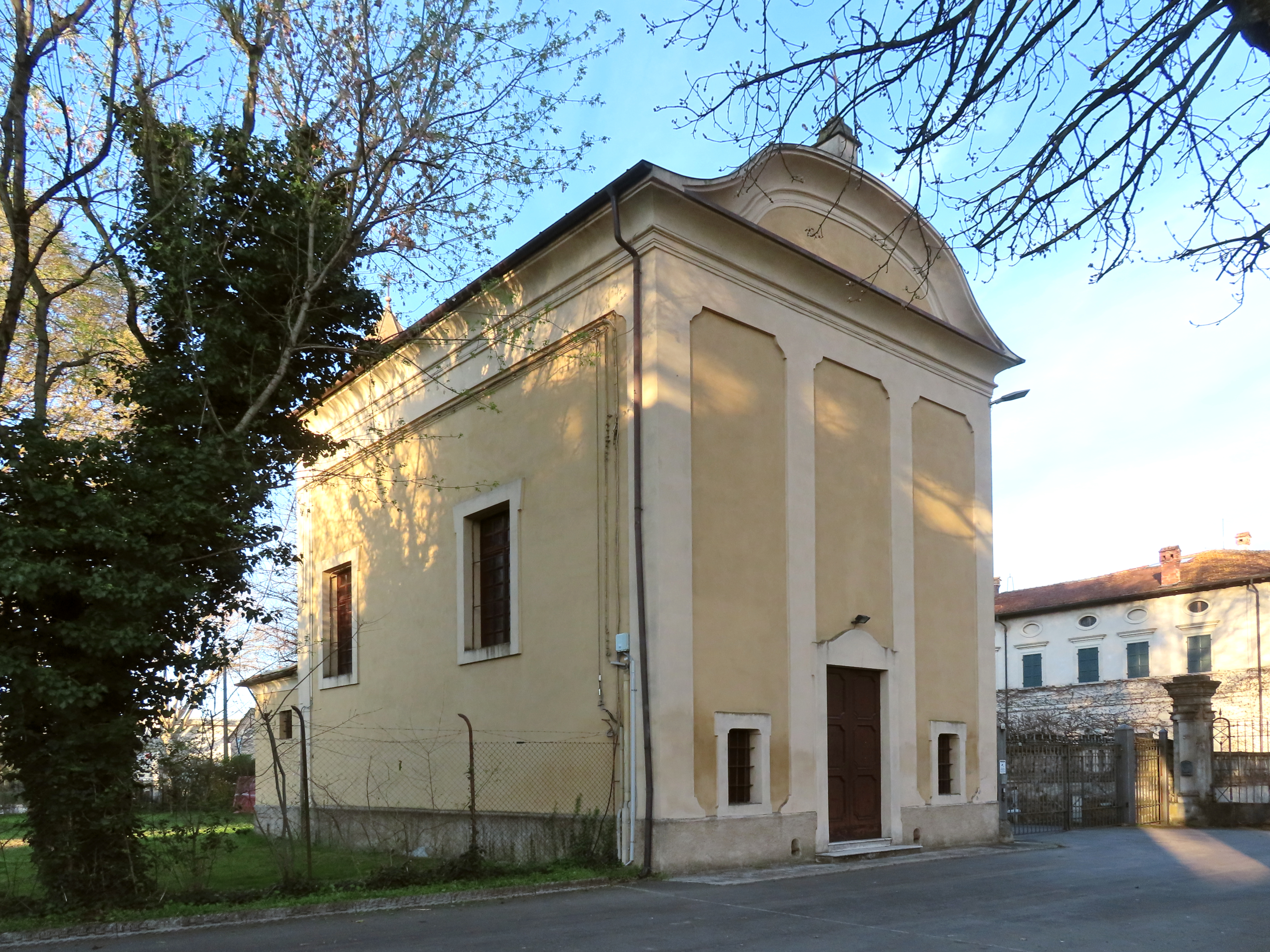
Oratorio di San Fermo e Natività di Maria Vergine

Edificato originariamente nel 1610 nel Prato del ponte della Maestà per volere del sacerdote Bernardo Politi, appartenente alla casata proprietaria della vicina Villa Politi, il piccolo oratorio in rovina fu completamente ricostruito agli inizi del XVIII secolo in stile barocco accanto alla villa; donato alla parrocchia di Basilicanova nel 1916 da parte degli eredi dell'ultima contessa Politi, fu restaurato e decorato nel 1959 su finanziamento della famiglia Mutti, proprietaria dal 1907 della villa e fondatrice dell'azienda omonima adiacente. L'edificio, sviluppato su una pianta a navata unica, presenta una facciata tripartita da quattro lesene, a sostegno del frontone mistilineo di coronamento; gli interni, ornati con paraste doriche e affreschi sulle coperture, conservano alcuni antichi dipinti.

### Oratorio di Sant'Ermanno
Menzionato per la prima volta nel 1230 nel Capitulum seu Rotulus Decimarum della diocesi di Parma tra le dipendenze della pieve di Basilicanova, l'oratorio, unitamente alle terre circostanti, fu alienato nello stesso anno ai francescani della chiesa di San Francesco il Piccolo di Parma, grazie all'aiuto economico da parte di un certo Sopramaggio di Basilicanova; elevato a sede di priorato, fu unito nel 1348 all'abbazia di Santa Felicola, dipendente dapprima dagli agostiniani e dal 1454 dai Canonici Regolari Lateranensi di San Sepolcro; assegnato nel 1789 insieme a Santa Felicola all'ospedale della Misericordia di Parma per volere del papa Pio VI, fu sconsacrato; alienato unitamente alla tenuta di Santa Romana verso la fine del XIX secolo a Emilio Medioli, fu interamente restaurato; benedetto l'8 aprile 1934, passò in seguito alla famiglia Gemello Rovesti. Il piccolo edificio si sviluppa su una navata unica e presenta una semplice facciata a capanna, delimitata da due lesene e coronata da un frontone triangolare con oculo cruciforme centrale.

### Castello di Basilicanova
Innalzato forse nel XIII secolo per volere della famiglia Piticheldi, il castello fu conquistato nel 1334 dai Rossi, ma successivamente incendiato da Mastino II della Scala; ricostruito l'anno seguente dai Rossi, fu nuovamente attaccato nel 1336 dalle truppe scaligere; riedificato in forme possenti nel 1411 dai fratelli Giacomo e Pietro de' Rossi, fu conquistato durante la guerra dei Rossi del 1483 da Ludovico il Moro e assegnato a Giangiacomo Trivulzio; alienato nuovamente a Troilo I de' Rossi, nel 1539 fu confiscato dal papa Paolo III e raso definitivamente al suolo per sua volontà; sulle rovine fu edificata dai conti Sforza di Santa Fiora tra il XVI e il XVII secolo la Villa Giovanardi.

### Castello di Pariano
Edificato probabilmente nell'XI secolo dalla famiglia Bravi nei pressi di Mamiano, il castello fu espugnato nel 1405 da Giacomo e Ottobuono de' Terzi, ma riconquistato nel 1409 dal marchese di Ferrara Niccolò III d'Este, che nel 1416 lo restituì ai Bravi; rinforzato nel 1482 durante la guerra dei Rossi, fu occupato l'anno seguente da Ludovico il Moro e assegnato dapprima a Giangiacomo Trivulzio e successivamente al condottiero Gaspare Sanseverino; attribuito nuovamente ai Bravi nel 1500, fu conquistato nel 1522 da Pier Maria III de' Rossi con l'aiuto dello zio Giovanni dalle Bande Nere e assegnato al fratello Giulio Cesare de' Rossi; annesso al feudo di Basilicanova, fu confiscato e distrutto nel 1539 dal papa Paolo III, che ne investì il nipote Sforza Sforza di Santafiora; accanto alle rovine del castello, oggi scomparso, fu edificata in epoca imprecisata la Corte di Pariano.

### Villa Giovanardi
Costruita tra il XVI e il XVII secolo sulle rovine del castello di Basilicanova per volere dei conti Sforza di Santa Fiora, la villa, unitamente alla tenuta circostante, passò nel 1707 al duca di Onano Federico III Sforza, che dal 1673 aveva aggiunto al proprio il cognome della moglie Livia Cesarini; sequestrata nel 1832 dalla duchessa Maria Luigia, nel 1861 fu restituita al duca Lorenzo Sforza Cesarini dopo una lunga vertenza legale; alienata in seguito a tal Salvoni, fu acquistata verso la fine del XIX secolo da Ferdinando Giovanardi quale residenza per la sua famiglia; ereditata dal figlio Bruno, fu completamente restaurata e trasmessa ai suoi discendenti. L'edificio, sviluppato su una pianta pressoché rettangolare, sorge su una piccola altura, raggiungibile attraverso una breve scalinata centrale; elevata su tre livelli principali fuori terra, presenta murature in sasso a scarpa, illuminate da aperture disposte in modo irregolare; la struttura muraria di base conserva parte delle fondamenta dell'antica rocca, il cui mastio era collocato sul luogo della sala da pranzo della villa. All'interno delle sale sono ospitati numerosi reperti di ogni epoca rinvenuti nei sotterranei e nel giardino durante gli scavi effettuati negli anni, tra cui due ciotole preistoriche, armi medievali e palle di bombarda, cui si aggiungono quelli donati dalla famiglia Giovanardi al museo archeologico nazionale di Parma; nulla rimane invece delle torri del maniero, i cui basamenti erano ancora visibili fino agli inizi del XX secolo; l'ampio parco circostante è accessibile dalla strada attraverso l'arcata a tutto sesto posta al centro dell'edificio del custode.

### Villa Mutti

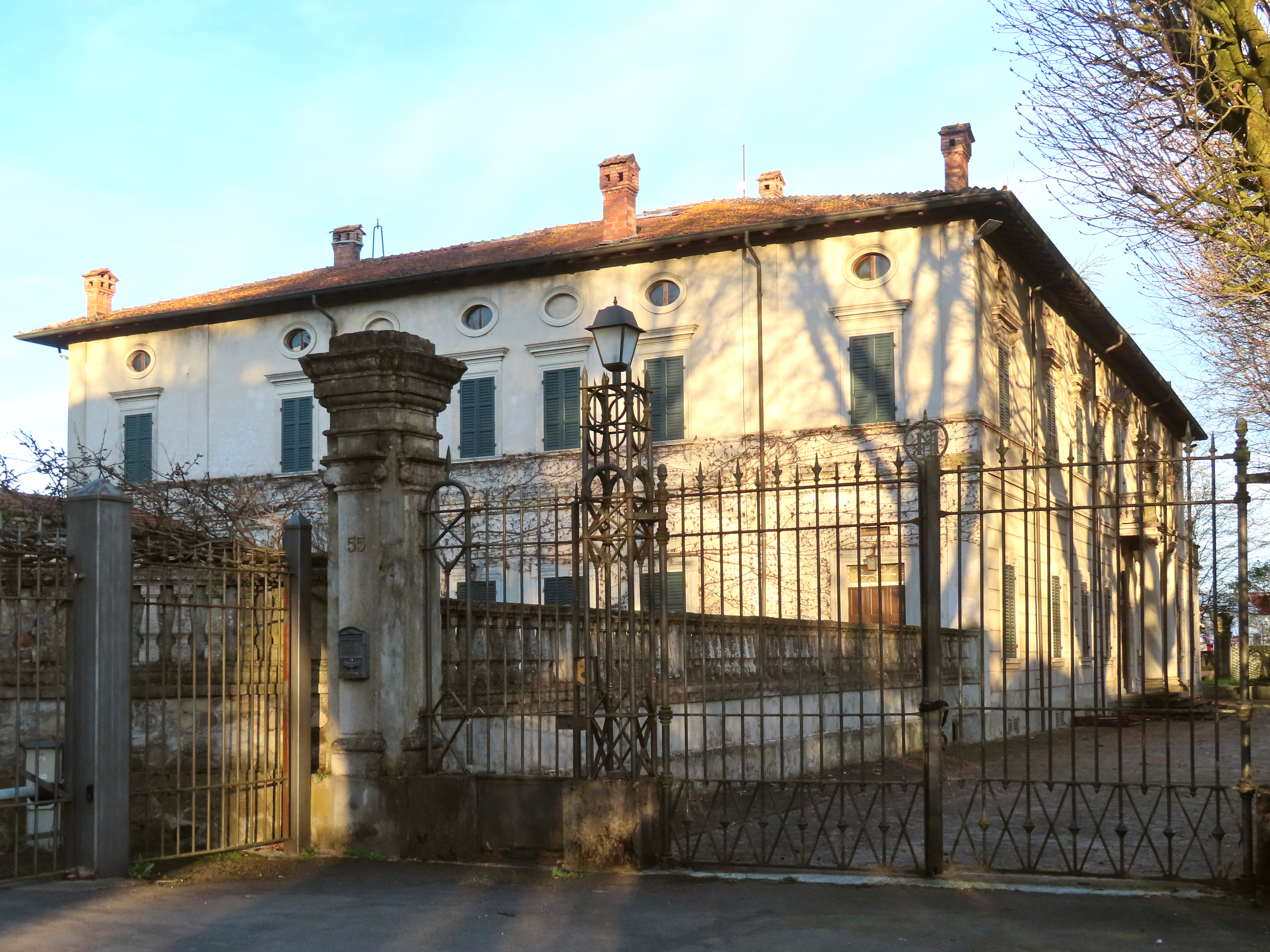
Villa Mutti

Costruita originariamente intorno alla metà del XVI secolo per volere della famiglia Politi, la villa, unitamente alla vasta tenuta adiacente, appartenne alla casata, elevata nel XVIII secolo al rango comitale, fino al 1905, quando morì l'ultima erede Marianna Politi vedova Zambeccari, che lasciò la proprietà alla Società salesiana di San Giovanni Bosco; alienata nel 1907 all'imprenditore Marcellino Mutti, fu interamente restaurata e arricchita dell'ampio giardino antistante, ricavato deviando il corso di un canale acquitrinoso. Il grande edificio barocco, sviluppato su una pianta a L, si eleva su due livelli principali fuori terra; i prospetti presentano al piano terreno una decorazione in finto bugnato, scandita da una serie di lesene, mentre al piano superiore si aprono numerose finestre delimitate da cornici e sormontate da frontoni; al centro della facciata sud è collocato il portale d'ingresso, affiancato da due colonne ioniche a sostegno del balcone del livello superiore; il sottotetto è illuminato da una serie di oculi ovali; all'estremità orientale si allunga una piccola ala a un unico livello, sormontata da una terrazza. All'interno si accede dall'androne centrale passante, coperto da una volta a botte adornata nel mezzo da un ovale seicentesco in stucco, contenente un affresco raffigurante L'Aurora e il Tempo attribuito a Giovanni Bolla, autore probabilmente anche dell'Apollo posto in chiave di volta in un'altra stanza; ai lati si aprono varie sale, coperte da volte a vela decorate; di particolare pregio risulta la camera del Vescovo, in cui è conservata l'alcova seicentesca riccamente ornata con stucchi e affreschi sulle pareti, sull'arco e al centro della volta, ove sono rappresentati alcuni Angeli. A sud si sviluppa il parco, piantumato con alberi d'alto fusto, mentre immediatamente a ovest sorge l'oratorio settecentesco di San Fermo e Natività di Maria Vergine; a nord ed est si ergono gli stabilimenti industriali della Mutti.

## Geografia antropica
Basilicanova comprende una serie di località minori sparse nei dintorni: Crocile, Piazza, Santa Romana, Boceti, Lovetta, Fornace, Pariano, Casale e Case Nuove.

## Economia
Oltre al settore agricolo, nel territorio è sviluppato anche quello industriale, grazie alla presenza di alcune aziende meccaniche e alimentari, legate prevalentemente alla produzione del Parmigiano-Reggiano e delle conserve, tra cui la società Mutti S.p.A., con sede a Piazza di Basilicanova.

## Infrastrutture e trasporti
Basilicanova è attraversata dalla strada provinciale degli Argini con accesso alla linea 12 della TEP s.p.a, mentre la località di Piazza sorge sulla strada provinciale di Traversetolo.

## Sport
Il Tennis Club President di Basilicanova organizza dal 2019 importanti eventi tennistici internazionali, sui quali spicca il torneo maschile dell'Emilia Romagna Open 2021 facente parte dell'ATP Tour.